# باتريك جوزيف موريسي
باتريك جوزيف موريسي (بالإنجليزية: Patrick Joseph Morrissey)‏ هو ضابط شرطة أيرلندي، ولد في 7 مارس 1936 في Belturbet ‏ في جمهورية أيرلندا، وتوفي في 27 يونيو 1985 في Tallanstown ‏ في جمهورية أيرلندا.